# Katastrofa lotnicza na Okęciu (1980)

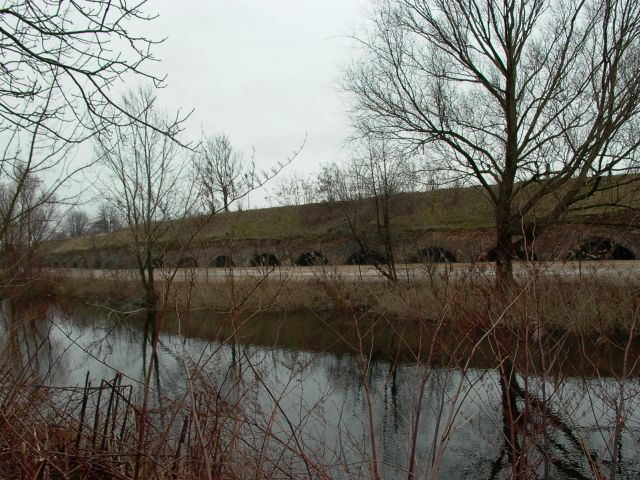
Fort „Okęcie”, miejsce katastrofy

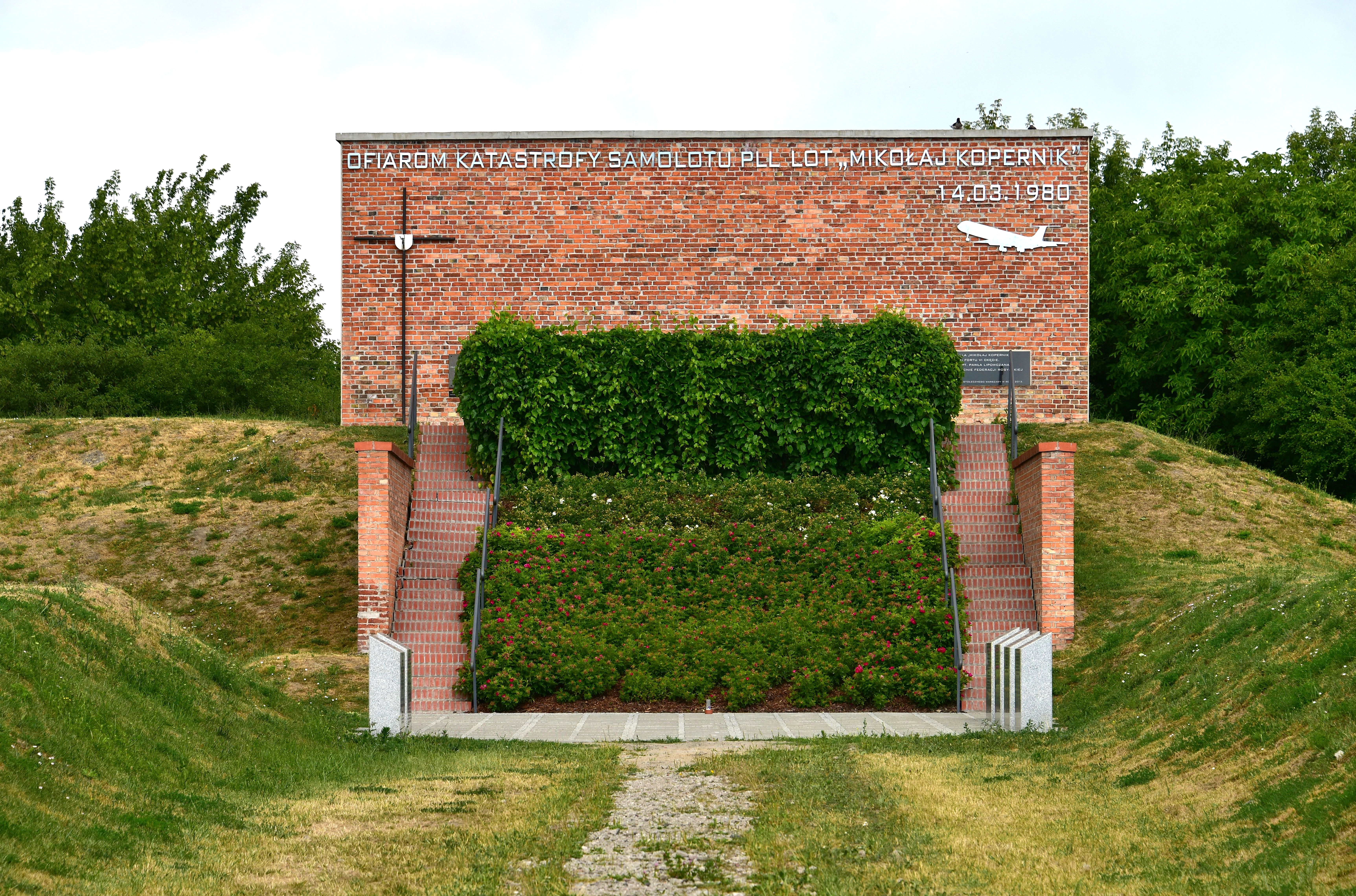
Pomnik w miejscu katastrofy

Katastrofa lotnicza na Okęciu − katastrofa lotnicza, która miała miejsce w piątek 14 marca 1980 roku o godzinie 11:15 w pobliżu warszawskiego lotniska Okęcie. Rozbił się lecący z Nowego Jorku samolot Polskich Linii Lotniczych LOT Ił-62 „Mikołaj Kopernik”. Zginęło 87 osób (77 pasażerów i 10 członków załogi) − wszyscy na pokładzie.

## Przebieg wypadku
Pilotowany przez kapitana Tomasza Smolicza samolot przyleciał do Nowego Jorku 13 marca 1980 roku. W drogę powrotną do Polski z USA miał wystartować około godziny 19:00 czasu lokalnego. Intensywna śnieżyca i spowodowana nią konieczność oczyszczenia samolotu oraz pasa startowego spowodowały opóźnienie. Start, już z inną załogą, nastąpił o godzinie 21:18. Po locie, który przebiegał bez zakłóceń, następnego dnia około 11:12 czasu w Polsce, samolot pilotowany przez kapitana Pawła Lipowczana i pierwszego oficera Tadeusza Łochockiego podchodził do lądowania na lotnisku Okęcie na kierunku 15.
Na około minutę przed planowanym lądowaniem załoga zgłosiła wieży kontroli lotów, że nie zaświecił się wskaźnik wysunięcia podwozia. Tego typu awarie zdarzały się w samolotach produkcji radzieckiej. Na ogół wynikały z przepalonego bezpiecznika bądź żarówki. W takim przypadku załoga przelatywała nad lotniskiem i powtarzała podejście do lądowania. W tym czasie mechanik pokładowy sprawdzał właściwe obwody, bądź ktoś z obsługi lotniska przez lornetkę obserwował i potwierdzał drogą radiową fakt wysunięcia się podwozia. Załoga zdecydowała się na pierwszy manewr.
Kontroler lotów wydał polecenie przejścia samolotu z pułapu 250 na 650 metrów. Gdy na polecenie dowódcy mechanik pokładowy zwiększył moc silników, pękł wał turbiny niskiego ciśnienia silnika nr 2, a turbina obracająca się swobodnie w strudze gazów rozpędziła się do prędkości powodującej jej wybuchowe rozerwanie na trzy części, całkowicie niszcząc silnik nr 2. Odłamki silnika rozleciały się na wszystkie strony, uszkadzając silnik nr 1, przebijając kadłub, co spowodowało zniszczenie układów sterowniczych, zasilania czarnej skrzynki i rejestratora kokpitu, oraz uszkodzenie silnika nr 3. W rezultacie przestały całkowicie działać silniki 2 i 3, uszkodzenie wykazywał silnik nr 1, utracono możliwość sterowania samolotem, a ostatnich 26 sekund lotu nie udało się zarejestrować.
Po 26 sekundach praktycznie całkowicie bezwładnego opadania, samolot ściął prawym skrzydłem drzewo i uderzył w powierzchnię pokrytej lodem fosy, okalającej fort „Okęcie” Twierdzy Warszawa. Pilotowi, zmieniającemu kierunek spadania samolotu jedynie wychyleniem lotek na skrzydłach, udało się ominąć budynki zakładu poprawczego dla nieletnich. Samolot w zderzeniu z ziemią rozpadł się na wiele części. Do wydobycia ich niezbędne okazało się częściowe wypompowanie wody z fosy.
Ciało kapitana Lipowczana znaleziono na ulicy wśród budynków mieszkalnych. Ciała pozostałych ofiar leżały rozrzucone wśród szczątków samolotu.

## Śledztwo
Po katastrofie „Kopernika” powołano komisję, która miała wyjaśnić przyczyny największej wówczas katastrofy lotniczej w Polsce. Jej przewodniczącym został wicepremier Tadeusz Wrzaszczyk.
Prezydium Rady Narodowej miasta Warszawy ogłosiło żałobę w stolicy w dniach 15 i 16 marca 1980 roku.
Fragment raportu końcowego tej komisji:

W końcowej fazie lotu, podczas podejścia samolotu do lądowania nastąpiło zniszczenie turbiny lewego, wewnętrznego silnika na skutek niekorzystnego i przypadkowego zbiegu okoliczności i ukrytych wad materiałowo-technologicznych, które doprowadziły do przedwczesnego zmęczenia wału silnika. Częściami zniszczonej turbiny zostały uszkodzone dwa inne silniki i układy sterowania samolotem: ster wysokości i kierunku.(…)

Oficjalny komunikat podawał, że przyczyną pęknięcia były wady materiałowe i technologiczne wału silnika nr 2. W wyniku oględzin części zniszczonego samolotu ustalono, że powodem była wada konstrukcyjno-wykonawcza wału silnika, który zawierał tzw. karb będący powodem spiętrzenia naprężeń i zmęczenia materiału, w efekcie czego nastąpiło pęknięcie wału. Silnik ten wykazywał zwiększone poziomy drgań podczas pracy, pomimo tego był nadal eksploatowany.
Ustalenia komisji wysłano do Związku Radzieckiego. Rosjanie odrzucili jednak raport komisji jako niewiarygodny. Twierdzili, że pęknięcie wału silnika było skutkiem katastrofy, nie zaś jej przyczyną. Dopiero po późniejszej o siedem lat katastrofie lotu nr 5055, spowodowanej pęknięciem wału silnika (w tym przypadku powodem nie był karb, a zatarcie łożyska podpory pośredniej wału), Rosjanie bardzo niechętnie zaakceptowali ustalenia komisji.
W 2010 roku Newsweek opublikował informacje z IPN-u, że do katastrofy przyczyniła się również polityka Polskich Linii Lotniczych LOT. Było to połączeniem awaryjności silników NK-8 − psuły się już po 2 tysiącach godzin lotu, przy dopuszczalnym resursie 5 tysięcy godzin − i oszczędnościach wdrożonych przez przewoźnika pod koniec lat 70. W konsekwencji część eksploatowanych silników w samolotach Ił-62 miała przekroczony resurs − w tym gronie znalazły się trzy z czterech zainstalowanych w SP-LAA.

## Ofiary

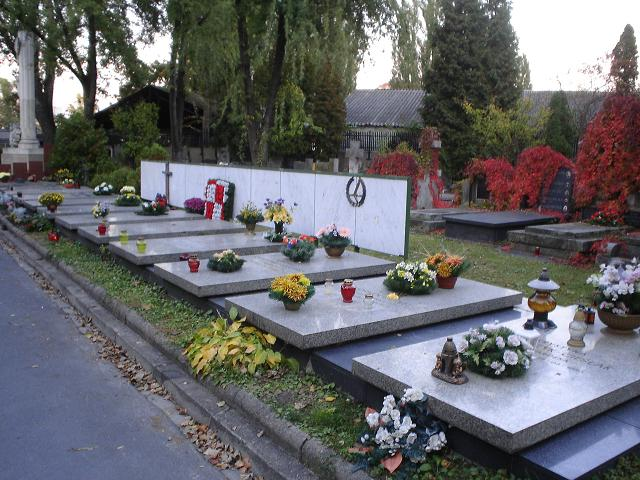
Groby członków załogi samolotu Ił-62 Mikołaj Kopernik na cmentarzu Wojskowym na Powązkach w Warszawie

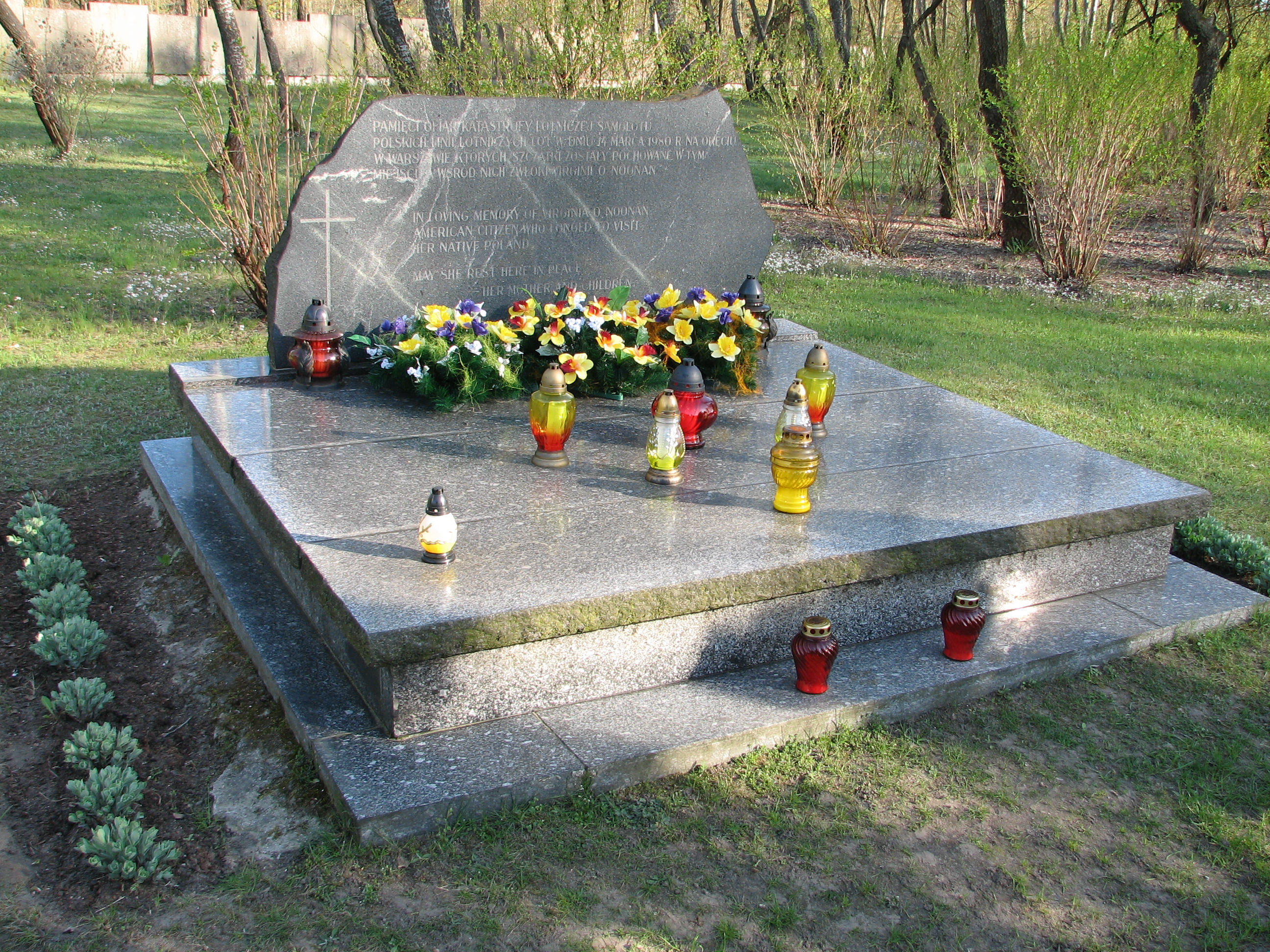
Zbiorowy grób ofiar katastrofy lotniczej na Okęciu na cmentarzu Komunalnym Północnym na Wólce Węglowej w Warszawie

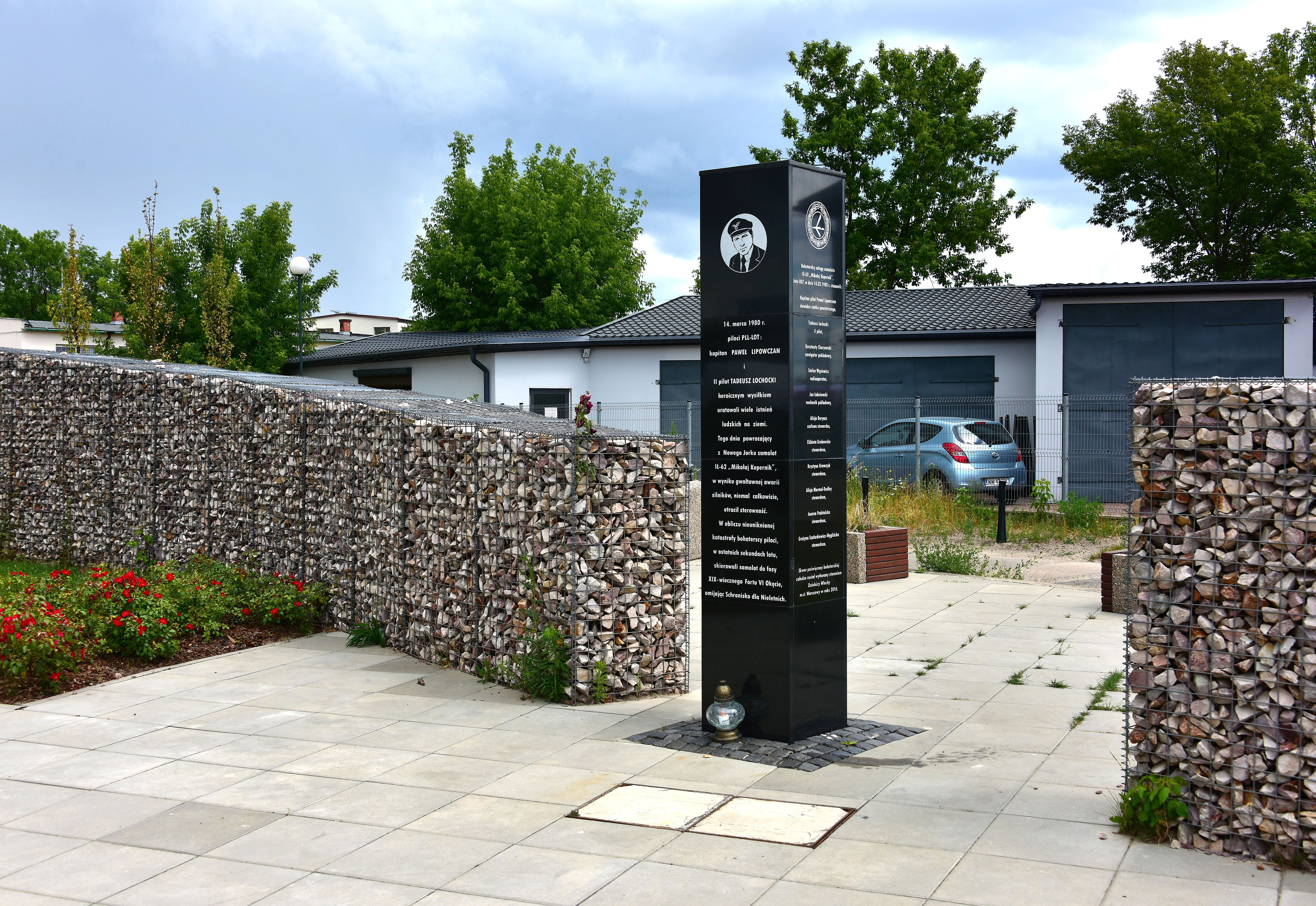
Pomnik członków załogi samolotu znajdujący się przy ul. Pawła Lipowczana na rogu ul. Materii

W katastrofie zginęli m.in. polska piosenkarka Anna Jantar, amerykański etnomuzykolog Alan Parkhurst Merriam, 22 członków reprezentacji Stanów Zjednoczonych w boksie amatorskim (w tym 14 zawodników) oraz sześcioro studentów z warszawskich uczelni, wracających z obrad Międzynarodowego Stowarzyszenia Studentów Nauk Ekonomicznych i Handlowych (AIESEC).
Członkowie załogi
1. Paweł Lipowczan (kapitan)
2. Tadeusz Łochocki (II pilot)
3. Jan Łubniewski (mechanik pokładowy)
4. Konstanty Chorzewski (nawigator)
5. Stefan Wąsiewicz (radiotelegrafista)
6. Alicja Duryasz (szefowa pokładu)
7. Alicja Mormol-Dudlej
8. Elżbieta Grabowska
9. Krystyna Krawczyk
10. Joanna Podstolska

Polscy pasażerowie
1. Janusz Baranowski – Gliwice
2. Jakub Bieda − Oława
3. Andrzej Chwedoruk – Różanka
4. Leszek Dwojakowski – Warszawa
5. Wojciech Dytry – Warszawa
6. Bolesław Flis – Toruń
7. Jerzy Gac – Ząbki
8. Krzysztof Gajda – Warszawa
9. Janina Gilewska – Płońsk
10. Wacław Jakimiec – Warszawa
11. Maria Janczyn – Olsztyn
12. Anna Jantar-Kukulska – Warszawa
13. Janina Kokoszczyńska – Warszawa
14. Mirosław Konopka – Sulejówek
15. Ireneusz Kosiorski – Warszawa
16. Władysława Kotula – Biała
17. Henryka Łęczycka – Warszawa
18. Tomasz Myszkiewicz – Warta
19. Krystyna Niemiro – zamieszkała w USA
20. Julian Nowacki – Tarnów
21. Józef Pałka – Krzeszowice
22. Monika Peliksza – Dąbrowa Białostocka
23. Leon Piasecki – Toruń
24. Stanisława Pieta – Zarzecze
25. Jan Podpora – Warszawa
26. Edmund Ropelewski – Warszawa
27. Kazimierz Rospondek – Katowice
28. Krystyna Sobala – Elbląg
29. Grażyna Szafarkiewicz-Węglińska – Warszawa
30. Mieczysław Szerenos – Pisz
31. Henryk Szulc – Warszawa
32. Józefa Wardein – Kłodzko
33. Wirginia Wesołowska – Łeba
34. Krystyna Wicińska vel Nicińska – zamieszkała w USA
35. Zbigniew Wilanowski – Szczecin
36. Jerzy Witkowski – Gdańsk
37. Zofia Wiśniewska – Tarnów
38. Ewa Wojciechowska – Warszawa
39. Edward Wojciechowski – zamieszkały w USA
40. Czesław Żadziłko – Suchowola Augustowska

Pasażerowie z innych państw
1. Józef Bochniak – USA
2. Hans-Georg Drude – NRD
3. M. Kurtz – NRD
4. Barbara Misiaszek – USA
5. Egon Schilling – NRD
6. Alan Parkhurst Merriam – USA
7. Virginia Noonan – USA
8. William Noonan – USA
9. Pietrowska – ZSRR
10. Pietrowska – ZSRR
11. Andriej Pietrowskij – ZSRR
12. Wiktor Pietrowskij – ZSRR
13. Janine Pilcek vel Pilcer – USA
14. Victor Pilcek vel Pilcer – USA
15. Maria Sutkowska – USA

Członkowie reprezentacji pięściarskiej Stanów Zjednoczonych
1. Kelvin D. Anderson
2. Joseph Bland
3. Bernard Callahan
4. Elliot Chavis
5. Gary Clayton
6. Walter Harris
7. Radison John
8. Tom Johnson
9. Byron Lindsey
10. Andre McCoy
11. Paul Palomino
12. Byron Payton
13. George Pimenthal
14. Richard Robinson
15. Yrenio Robles
16. David Rodriguez
17. Steve Smigiel
18. Lemuel Steeples(inne języki)
19. Jerome Stewart
20. Dolores Wesson
21. Ray Wesson
22. Lonnie Young

30 marca 1980 roku na lotnisku Okęcie odbyło się uroczyste pożegnanie ofiar katastrofy – członków reprezentacji pięściarskiej Stanów Zjednoczonych.
Większość ciał była przecięta w pół, gdyż w chwili katastrofy pasażerowie mieli zapięte pasy bezpieczeństwa.
| Państwo                           | Pasażerowie | Załoga | Razem |
| --------------------------------- | ----------- | ------ | ----- |
| Polska                            | 42          | 10     | 52    |
| Stany Zjednoczone                 | 28          | –      | 28    |
| Związek Radziecki                 | 4           | –      | 4     |
| Niemiecka Republika Demokratyczna | 3           | –      | 3     |
| Razem                             | 77          | 10     | 87    |

## Upamiętnienie
W miejscu katastrofy znajduje się pomnik. W 1991 roku imieniem kapitana Pawła Lipowczana nazwano ulicę na warszawskim Okęciu (dawniej Rozwojowa przy kinie Lotnik), przecznicę al. Krakowskiej.
Na terenie klubu sportowego Skra Warszawa postawiono pomnik, poświęcony sportowcom, którzy zginęli w katastrofie. Monument w połowie 2013 roku roku został przeniesiony w pobliże Centrum Olimpijskiego w Warszawie.
W 2017 roku u zbiegu ulic Pawła Lipowczana i Materii odsłonięto pomnik załogi samolotu.

### Filmy dokumentalne
- Powstały co najmniej dwa filmy dokumentalne o tej katastrofie:
  - cykl Czarny serial, odc. Kopernik; TVP, 2000[14];
  - cykl Historie lotnicze, odc. 26 Sekund. Tragedia Kopernika; Discovery TVN Historia, 2008[15].